# Milos Sarcev
Milos Sarcev  (Bečej, 17 de enero de 1964) es un fisicoculturista y entrenador serbio. 

## Profesiones
Es fisicoculturista profesional, nutricionista, entrenador, dueño de gimnasio y modelo.
Estudió Tecnología Nutricional en la Universidad de Novi Sad, Yugoslavia. También estudió en L'Academia del Body Building e Fitness en Italia y La Academia Americana de Medicina Rejuvenecedora en Estados Unidos.

## Portadas de revistas
Milos ha aparecido en las portadas de numerosas publicaciones. A continuación las más importantes:
- Muscle and Fitness (13 portadas)
- Musclemag (8 portadas)
- Flex, Muscular Development e Ironman (2 portadas cada una)

## Clasificaciones en su carrera de fisicoculturismo
- 2001 IFBB Noche de Campeones (Night of Champions) - #10
- 2001 Campeonato Profesional de Toronto, Canadá - #7
- 1999 IFBB Grand Prix (Inglaterra) - #5
- 1999 IFBB Campeonato Profesional Joe Weider - #5
- 1999 Mr. Olympia - #10
- 1999 Campeonato Profesional de Toronto, Canadá - #2
- 1999 IFBB Noche de Campeones (Night of Champions) - #5
- 1999 IFBB Campeonato Profesional Ironman - #2
- 1999 Arnold Classic - #5
- 1997 IFBB Copa Profesional de Canadá - #1
- 1997 IFBB Grand Prix (República Checa) - #8
- 1997 IFBB Grand Prix (Inglaterra) - #8
- 1997 IFBB Grand Prix (Finlandia) - #8
- 1997 IFBB Grand Prix (Alemania) - #7
- 1997 IFBB Grand Prix (Hungría) - #7
- 1997 IFBB Grand Prix (Rusia) - #7
- 1997 IFBB Grand Prix (España) - #9
- 1997 IFBB Noche de Campeones (Night of Champions) - #2
- 1997 Mr. Olympia - #10
- 1997 Campeonato Profesional de Toronto, Canadá - #1
- 1996 IFBB Copa Profesional de Canadá - #3
- 1996 Campeonato Profesional de Florida - #31
- 1996 IFBB Noche de Campeones (Night of Champions) - #4
- 1995 IFBB Campeonato Profesional de Niagara Falls, EE. UU. - #4
- 1995 IFBB Campeonato Profesional de Houston, EE. UU - #5
- 1995 IFBB Copa Profesional de Canadá - #3
- 1995 IFBB Noche de Campeones (Night of Champions) - #6
- 1994 IFBB Grand Prix (Francia) - #6
- 1994 IFBB Grand Prix (Inglaterra) - #8
- 1994 IFBB Grand Prix (Alemania) - #4
- 1994 IFBB Grand Prix (España) - #4
- 1994 IFBB Grand Prix (Italia) - #4
- 1994 Mr. Olympia - #13
- 1993 IFBB Campeonato Profesional de Pittsburgh, EE. UU - #3
- 1993 Mr. Olympia - #11
- 1993 IFBB Noche de Campeones (Night of Champions) - #5
- 1993 IFBB Campeonato Profesional de Niagara Falls, EE. UU. - #3
- 1993 IFBB Campeonato Profesional de Chicago, EE. UU. - #3
- 1993 IFBB Grand Prix (Inglaterra) - #5
- 1993 IFBB Grand Prix (Finlandia) - #3
- 1993 IFBB Grand Prix (España) - #3
- 1992 IFBB Campeonato Profesional de Pittsburgh, EE. UU - #4
- 1992 IFBB Campeonato Profesional de Niagara Falls, EE. UU. - #4
- 1992 IFBB Campeonato Profesional de Chicago, EE. UU. - #5
- 1992 Campeonato Profesional Ironman - #6
- 1992 Arnold Classic - #8
- 1992 IFBB Noche de Campeones (Night of Champions) - #5
- 1992 IFBB Grand Prix (Inglaterra) - #8
- 1992 IFBB Grand Prix (España) - #10
- 1992 IFBB Grand Prix (Alemania) - #10
- 1992 IFBB Grand Prix (Italia) - #10
- 1991 IFBB Campeonato Profesional de San José, EE. UU. - #3
- 1991 IFBB Grand Prix (Finlandia) - #4
- 1991 IFBB Grand Prix (Dinamarca) - #5
- 1991 IFBB Grand Prix (Inglaterra) - #9
- 1991 IFBB Grand Prix (Suiza) - #6
- 1991 IFBB Grand Prix (Italia) - #7
- 1991 IFBB Grand Prix (España) - #7
- 1991 IFBB Campeonato Profesional de Niagara Falls, EE. UU. - #4
- 1992 IFBB Noche de Campeones (Night of Champions) - #11
- 1989 Mr. Universo - #1
- 1987 Campeonato Europeo - #2
- 1987 Mr. Yugoslavia - #1
- 1986 Mr. Yugoslavia - #1

- Datos: Q3272648